# Soulières
Soulières település Franciaországban, Marne megyében. Lakosainak száma 141 fő (2022. január 1.). Soulières Étréchy, Givry-lès-Loisy és Blancs-Coteaux községekkel határos.

## Népesség
A település népessége az elmúlt években az alábbi módon változott:
| Lakosok száma | 105  | 100  | 110  | 104  | 138  | 139  | 142  | 141  | 141  | 141  |
|               | 1968 | 1982 | 1990 | 2006 | 2013 | 2015 | 2017 | 2019 | 2020 | 2022 |